# Miúcha
Miúcha, nom de scène d'Heloísa Maria Buarque de Hollanda, née le 30 novembre 1937 à Rio de Janeiro et morte  le 27 décembre 2018 à Rio de Janeiro, est une chanteuse et compositrice brésilienne.
Elle réalise son premier enregistrement en 1975, invitée par João Gilberto, son mari à cette époque, et par Stan Getz, à participer à la production de The Best of Two Worlds (Le meilleur des deux mondes). Cela a été suivi par des incursions dans le jazz et la musique brésilienne avec Tom Jobim, Vinícius de Moraes, João Gilberto et  Bebel Gilberto, sa fille.

## Biographie

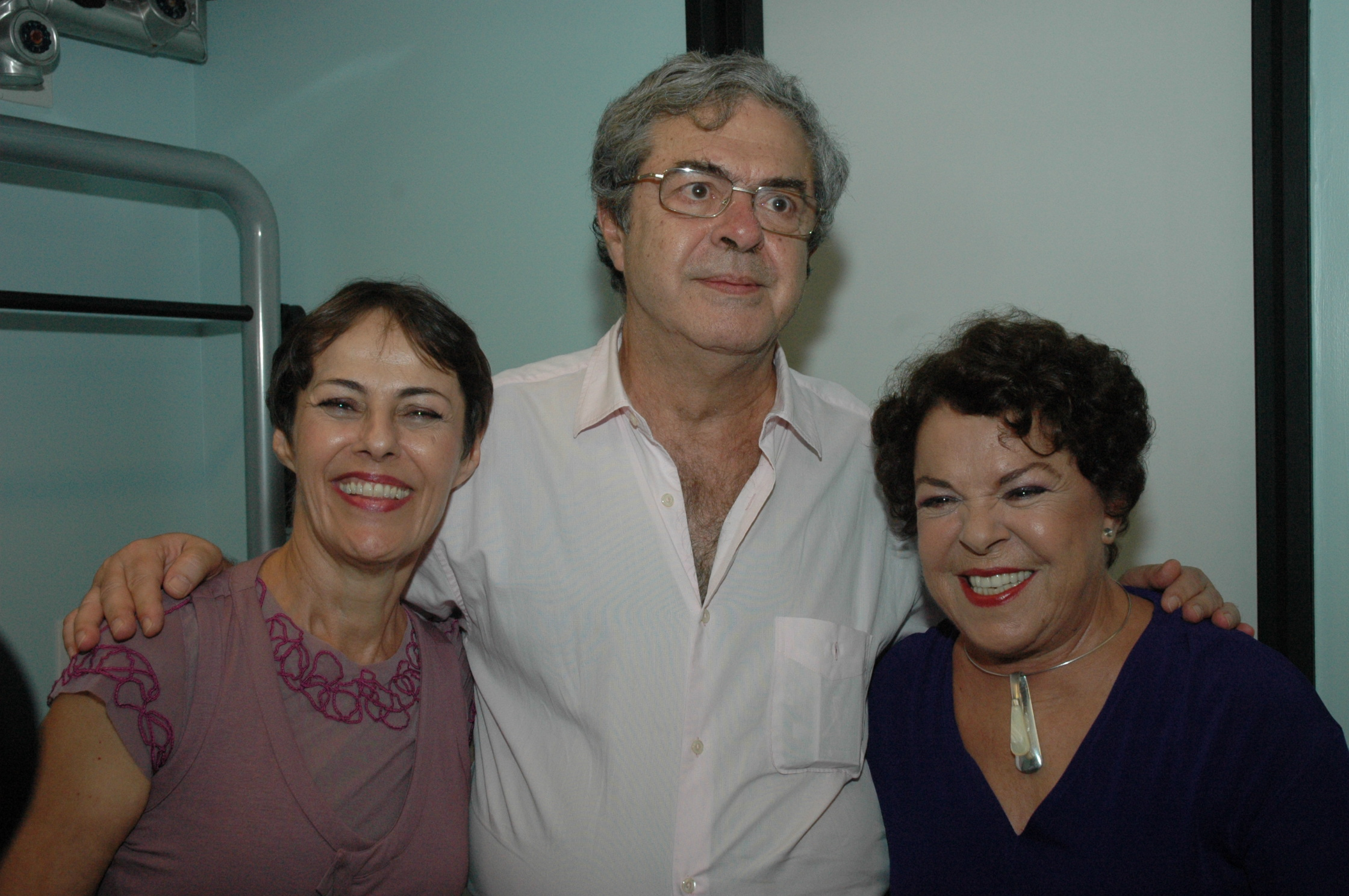
Miúcha (à droite) et sa sœur Ana en 2010.

Miúcha est la fille de Sérgio Buarque de Holanda, historien, et de Maria Amélia Cesário Alvim, peintre et pianiste, et la sœur du chanteur et compositeur Chico Buarque et de deux autres chanteuses, Ana de Hollanda (Ana a été également ministre de la Culture au Brésil) et Cristina.
Elle naît à Rio de Janeiro le 30 novembre 1937, mais sa famille déménage à São Paulo quand elle a huit ans. Son père, est l’ami de plusieurs musiciens, dont Dorival Caymmi et Vinícius de Moraes, et aime organiser des soirées musicales. Enfant, elle participe à un groupe vocal constitué avec ses frères et sœurs, y compris Chico Buarque,.
En 1960, elle s’installe à Paris où elle  étudie l'histoire de l'art à l’École du Louvre. En vacances, elle fait une tournée avec des amis en Grèce, en Italie et en France. A Rome, au bar La Candelaria, elle rencontre la chanteuse chilienne, Violeta Parra, par l'intermédiaire de laquelle elle fait la connaissance du  chanteur bahianais João Gilberto, .

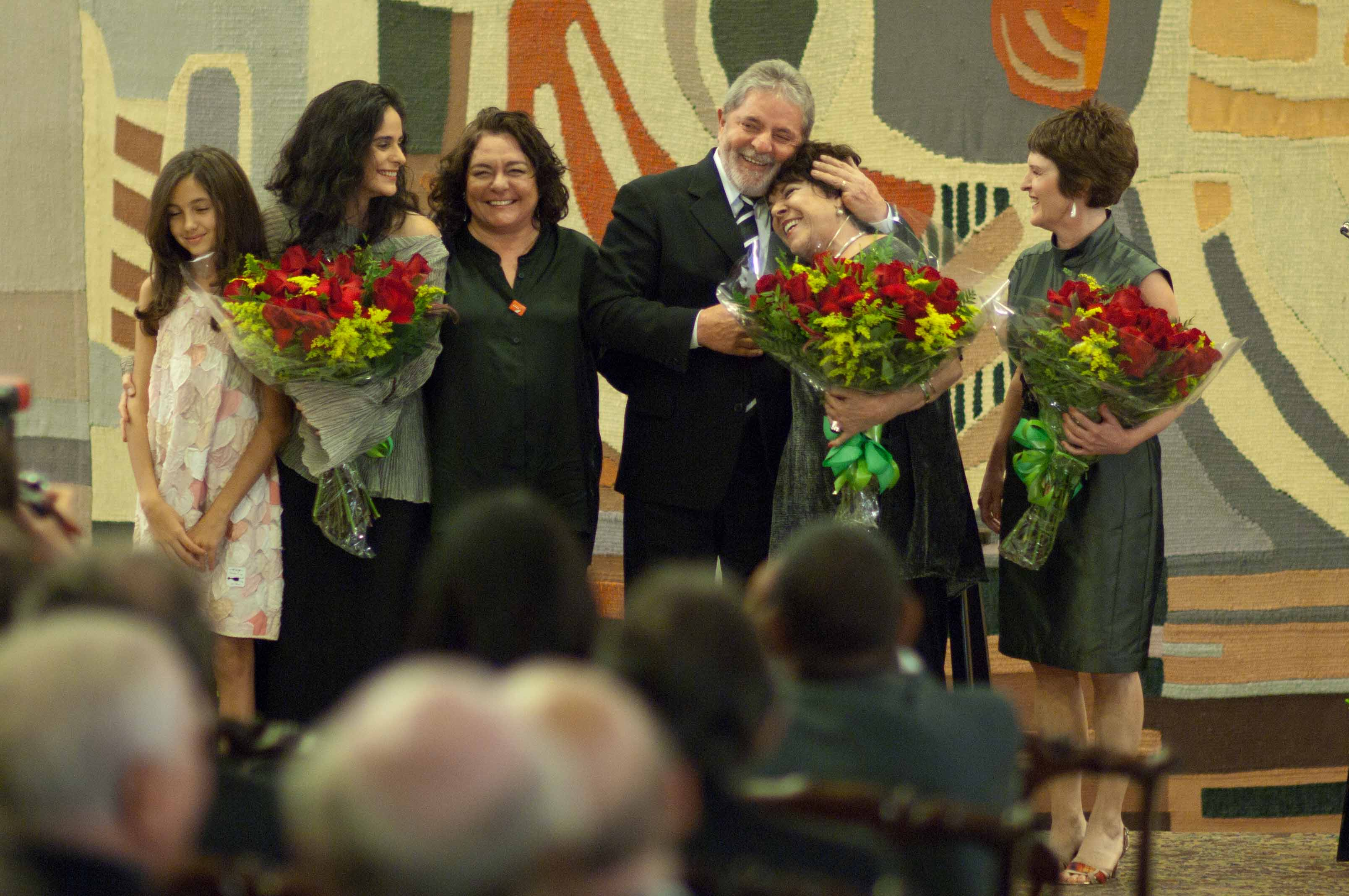
Miúcha dans les bras de Lula, président de la République du Brésil, en 2010.

Ils se marient, s’installent à New York quelques années et se produisent sur scène, tel le 21 novembre 1962, à Carnegie Hall, au sein d’un spectacle intitulé Bossa Nova at Carnegie Hall, avec Agostinho dos Santos, Sérgio Ricardo, Chico Feitosa, mais aussi les formations de Sergio Mendes et Oscar Castro-Neves.
Ils ont ensemble une fille, Bebel Gilberto : Bebel  est née le 12 mai 1966 à New York. La vie commune de Miúcha et João Gilberto cesse en 1971, même s’ils restent amis. En 1975, Miúcha participe,  en tant que chanteuse, à 38 ans, à l’enregistrement  du disque The Best of Two Worlds (en français : Le meilleur des deux mondes) réalisé par João Gilberto et Stan Getz. Elle participe également avec João et Stan au Newport Jazz Festival de 1975. Son rôle est encore discret. C’est Tom Jobim qui la pousse à se mettre au devant de la scène. Elle devient sa partenaire sur deux disques, en 1977 et 1979, et elle fait partie du spectacle  organisé par Aloysio de Oliveira avec Vinícius de Moraes, Tom Jobim et Toquinho. Ce spectacle est présenté pendant un an à Canecão, Rio de Janeiro, suivi d’une tournée internationale en Amérique du Sud et en Europe, dont un concert mémorable, en 1978, dans la salle de  l'Olympia, à Paris, avec sur la scène Vinicius, Toquinho, Tom Jobim, Miúcha et Baden Powell. Un enregistrement live est gravé au Canecão (RCA Victor, 1977).
Elle enchaîne ensuite par un album solo chez RCA publié en 1980, intégrant d'autres influences, comme le poète Paulo César Pinheiro,  Caetano Veloso ou des thèmes de Duke Ellington. En 1985, elle revient à New York , ce qu’elle raconte vingt ans plus tard avec humour dans une chanson: Chansong, (album Outros Sonhos). Elle devient une grande interprète de la musique populaire brésilienne, restant fidèle pour autant à Vinícius de Moraes, l'ami de ses parents, mort en 1980 : elle lui dédie ainsi un album Miúcha canta Vinicius & Vinicius, sorti en 2003, où elle interprète des chansons dont ce poète a écrit à la fois le texte et la musique, et plusieurs spectacles, dont un en 2011 à Paris.
Elle reçoit In Memoriam un Coup de Cœur Musiques du Monde 2019 de l’Académie Charles Cros le mercredi 20 mars 2019 à Portes-lès-Valence, dans le cadre du Festival « Aah ! Les Déferlantes ! ».

## Discographie
- Miúcha (1975) Philips EP.
- The best of two worlds (1976) Columbia LP.
- Miúcha & Antônio Carlos Jobim (1977) RCA Victor LP.
- Tom/Vinicius/Toquinho/Miúcha' - Gravado ao vivo no Canecão (1977) Som Livre LP, CD.
- Miúcha & Tom Jobim (1979) RCA Victor LP.
- Miúcha (1980) RCA Victor LP.
- Miúcha' (1989) Warner/Continental LP.
- Vivendo Vinicius ao vivo Baden Powell, Carlos Lyra, Miúcha e Toquinho (1999) BMG Brasil CD.
- Rosa amarela (1999) BMG Brasil CD.
- Miúcha.compositores (2002) Biscoito Fino CD[3].
- Miúcha canta Vinicius & Vinicius - Música e letra (2003) Biscoito Fino CD.
- Outros Sonhos (2007) Biscoito Fino CD [7]
- Miucha com Tom, Vinicius e Joao (2008) Sony CD.